# Tibeti labdarúgó-válogatott
A tibeti labdarúgó-válogatott Tibet válogatottja, melyet Tibet Labdarúgó Szövetsége irányít. A válogatott jelenleg tagja a ConIFA-nak

## Történelem

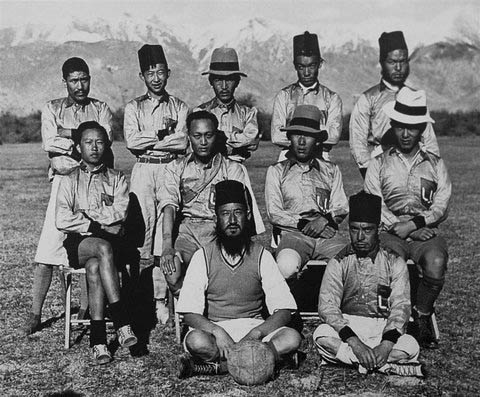
A Válogatott 1972-ben

A válogatott 1972-ben játszotta első mérkőzését Nepál ellen amit 4-0-ra vesztettek el. Ezután még két meccset játszott Nepál ellen 1979-ben , mindkettő mérkőzést elvesztették.
A következő meccsre 2001-ig kellett várni ekkor a tibeti válogatott Grönlandal mérkőzött meg amit végül 1-4 arányban vesztettek el. A válogatott végül 2007-ben szerezte meg első győzelmét egy Delhi csapat ellen . 2018-ban a válogatott elszenvedte legsúlyosabb vereségét Provence ellen 22-0 arányban, ezután viszont a Nyugat-Szahara elleni mérkőzésüket 12-2 arányban megnyerték ami a válogatott legnagyobb győzelme.

## Szereplések

### ConIFA labdarúgó-világbajnokság
| Év        | Helyezés                              | M                                     | Gy                                    | D                                     | V                                     | RG                                    | KG                                    |
| --------- | ------------------------------------- | ------------------------------------- | ------------------------------------- | ------------------------------------- | ------------------------------------- | ------------------------------------- | ------------------------------------- |
| 2014      | Nem indult                            | Nem indult                            | Nem indult                            | Nem indult                            | Nem indult                            | Nem indult                            | Nem indult                            |
| 2016      | Nem indult                            | Nem indult                            | Nem indult                            | Nem indult                            | Nem indult                            | Nem indult                            | Nem indult                            |
| 2018      | Csoportkör                            | 3                                     | 0                                     | 0                                     | 3                                     | 2                                     | 11                                    |
| 2020      | Törölték a koronavírus-járvány miatt. | Törölték a koronavírus-járvány miatt. | Törölték a koronavírus-járvány miatt. | Törölték a koronavírus-járvány miatt. | Törölték a koronavírus-járvány miatt. | Törölték a koronavírus-járvány miatt. | Törölték a koronavírus-járvány miatt. |
| 2022      |                                       |                                       |                                       |                                       |                                       |                                       |                                       |
| Összesen: | csoportkör                            | 3                                     | 0                                     | 0                                     | 4                                     | 2                                     | 11                                    |

## Nemzetközi mérkőzések listája
| Dátum              | Helyszín      |       | Ellenfél       | Eredmény |                                 |
| ------------------ | ------------- | ----- | -------------- | -------- | ------------------------------- |
| 1972. november 6.  | Kína          | Tibet | Nepál          | 0 - 4    | Barátságos                      |
| 1979. június 7.    | Nepál         | Tibet | Nepál          | 2 - 3    | Barátságos                      |
| 1979. június 9.    | Nepál         | Tibet | Nepál          | 1 - 2    | Barátságos                      |
| 2001. június 30.   | Dánia         | Tibet | Grönland       | 1 - 4    | Barátságos                      |
| 2001. július 14.   | Németország   | Tibet | Monaco         | 1 - 2    | Barátságos                      |
| 2003. október 10.  | India         | Tibet | Sikkim         | 1 - 2    | Barátságos                      |
| 2006. május 30.    | Németország   | Tibet | FC St. Pauli   | 0 - 7    | Barátságos                      |
| 2006. május 31.    | Németország   | Tibet | Gibraltár      | 0 - 5    | Barátságos                      |
| 2006. november 19. | Észak-Ciprus  | Tibet | Tádzsikisztán  | 1 - 1    | Barátságos                      |
| 2006. november 21. | Észak-Ciprus  | Tibet | Észak-Ciprus   | 0 - 10   | Barátságos                      |
| 2007. augusztus 4. | India         | Tibet | Delhi XL       | 6 - 0    | Barátságos                      |
| 2007. október 31.  | India         | Tibet | Bhután         | 2 - 2    | Barátságos                      |
| 2007. november 2.  | India         | Tibet | Bhután         | 0 - 3    | Barátságos                      |
| 2008. május 7.     | Olaszország   | Tibet | Padánia        | 2 - 13   | Barátságos                      |
| 2013. június 23.   | Franciaország | Tibet | Québec         | 0 - 21   | Barátságos                      |
| 2013. június 24.   | Franciaország | Tibet | Provence       | 0 - 22   | Barátságos                      |
| 2013. június 28.   | Franciaország | Tibet | Nyugat-Szahara | 12 - 2   | Barátságos                      |
| 2018. június 2.    | Barawa        | Tibet | Észak-Ciprus   | 1 - 3    | ConIFA labdarúgó-világbajnokság |
| 2018. május 31.    | Barawa        | Tibet | Abházia        | 0 - 3    | ConIFA labdarúgó-világbajnokság |
| 2018. június 3.    | Barawa        | Tibet | Kárpátalja     | 1 - 5    | ConIFA labdarúgó-világbajnokság |